# Волгоградский моторостроительный завод
ОАО «Волгоградский моторостроительный завод» (ОАО «ВгМЗ») — машиностроительное предприятие в Волгограде. Основано в 1963 г.; прекратил свою деятельность в 2008 году, в 2016 предприятие ликвидировано.
«ВгМЗ» являлся производителем дизельных двигателей мощностью 240—340 кВт для бульдозеров, трубоукладчиков и силовых установок для привода бурового оборудования, насосных и компрессорных установок, а также дизельных электроагрегатов и станций.
Завод фактически прекратил свою деятельность в 2008 году. 
В 2016 году предприятие было официально ликвидировано. 
По состоянию на 2017 год производство не ведётся, бывшие цеха разрушаются.